# Продавец воздуха (фильм)
 «Продавец воздуха»  — чёрно-белый художественный фильм по одноимённому научно-фантастическому роману Александра Беляева.

## Сюжет
Предприниматель Бейли решил осуществить грандиозную аферу. Он построил на острове в северной части Тихого океана подземный секретный завод, на котором, засасывая из земной атмосферы воздух, превращает его в твёрдые шарики. Твёрдый воздух накапливается в огромных подземных хранилищах. Расчёт Бейли состоит в том, что вскоре на Земле станет ощущаться дефицит воздуха, и он разбогатеет, продавая твёрдый воздух и монопольно контролируя запасы атмосферного воздуха. Подземный город Бейли изнутри выглядит как военная тюрьма, где учёные и инженеры работают над задачей максимального сжатия и сохранения твёрдого воздуха в обычных условиях.
Технической стороной проекта руководит профессор Энгельбрект. Бейли не посвятил профессора в свои реальные планы, и поэтому профессор считает его меценатом. Фактически Бейли держит профессора и его дочь Нору при себе в качестве заложников. Поэтому они живы до тех пор, пока работают на Бейли.
На предприятие Бейли случайно попадают советские метеорологи — Виктор Клименко и его товарищ по имени Николай. Клименко приближает к себе Энгельбрект. Между Клименко и Норой возникают взаимные чувства. Они начинают готовить заговор против аферы Бейли, чтобы спасти всё человечество от гибели.
Николаю удаётся бежать с острова. Он при помощи СМИ оповещает мировое сообщество об истинных причинах глобальных катастроф и уменьшения количества воздуха на планете.
Тем временем Клименко привлекает на свою сторону одного из инженеров, Люка. Однако начальник службы безопасности Вильямс заподозрил, что на острове готовится заговор…

## В ролях
- Артём Карапетян —  Бэйли
- Глеб Стриженов —  Вильямс
- Валентина Титова —  Нора
- Павел Кадочников —  Энгельбрект
- Геннадий Нилов —  Клименко
- Евгений Жариков —  Люк
- Александр Суснин —  Николай
- Юрий Жуков —  охранник

## Съёмочная группа
- Автор сценария: Александр Петровский
- Постановщик: Владимир Рябцев
- Режиссёр: Валентина Каминская
- Художник: Марина Панаева
- Оператор: Фаина Фельдман
- Композитор: Виктор Власов